# Dicky Rogmans
Angelique Anna Maria (Dicky) Rogmans (Renkum, 15 september 1925 - Blaricum, 16 september 1992) was een Nederlands kunstschilderes. Ze woonde en werkte sinds 1965 in het Zuid-Spaanse Málaga.

## Biografie
Rogmans is tweemaal getrouwd met een kunstschilder, namelijk met Pierre van Ierssel (1916-1951) en met Jon Marten (1934). Ze signeerde haar werk onder verschillende namen, zoals Dicky van Ierssel-Rogmans, A.A. M. Rogmans en A. Marten.
Ze schilderde met name stillevens en portretten in de stijl van de Haagse School. Ze werkte tot 1962 in Antwerpen en tot 1965 in Amsterdam. In deze laatste stad was ze lid van de kunstenaarsvereniging De Onafhankelijken. In 1965 verbleef ze ook nog kort in Breda.
Ze vertrok in oktober 1965 naar het Zuid-Spaanse Málaga waar ze volgens de RKD de rest van haar leven heeft gewoond. Ze overleed niettemin in Nederland, in Blaricum, een dag na haar verjaardag in 1992 op 67-jarige leeftijd.